# Mausolée de Catherine Opalinska
Le mausolée de Catherine Opalinska est un monument funéraire en mémoire de Catherine Opalinska, reine de Pologne et duchesse de Lorraine de Bar, réalisé par Nicolas Sébastien Adam entre 1747 et 1749, conservé à l’église Notre-Dame-de-Bonsecours de Nancy.

## Le concours pour le monument
La reine de Pologne Catherine Opalinska mourut le 19 mars 1747 au château de Lunéville, et fut enterrée deux jours plus tard dans l’église Notre-Dame-de-Bonsecours. En avril 1747, son époux Stanislas Leszczynski décida d’ériger à ce même endroit un monument funéraire à la mémoire de la défunte, pour lequel il organisa un concours. Stanislas et son architecte Emmanuel Héré confrontèrent les sculpteurs Jean Baptiste II Lemoyne, Nicolas Sébastien Adam, Lambert Sigisbert Adam et Jean Joseph Vinache en s’inspirant de la compétition pour le monument du cardinal de Fleury en 1743, pour laquelle Edme Bouchardon, Jean Baptiste II Lemoyne, Nicolas Sébastien Adam, Jean Joseph Vinache et François Ladatte avaient soumis des projets.
L’étude menée en 2021 d’un ensemble de six dessins retrouvés à la Kunsthalle de Hambourg en lien avec ce concours renseignent sur le déroulement de celui-ci. Trois de ces projets peuvent être attribués à Jean Baptiste II Lemoyne, et les trois autres projets anonymes peuvent être attribués à Jean Joseph Vinache, Nicolas Sébastien Adam et son frère Lambert Sigisbert. Leurs éléments communs laissent à penser que Stanislas et Héré avaient dû effectuer un certain nombre de suggestions parmi lesquelles des références à la Pologne, la Lorraine, la Religion et la Charité, ainsi que l’élévation d’une pyramide symbolisant l’immortalité.
Nicolas Sébastien Adam fut finalement choisi. Celui-ci réalisa un modèle grandeur nature qu’il présenta au Salon de 1747, et exécuta le mausolée à Paris. Les marbres nécessaires à l’exécution de ce projet furent fournis par Louis XV, et livrés entre 1747 et 1748. L’ensemble fut mis en place à Nancy à partir du 9 juin 1749 dans le chœur de l’église, à gauche de l’autel.

## Description

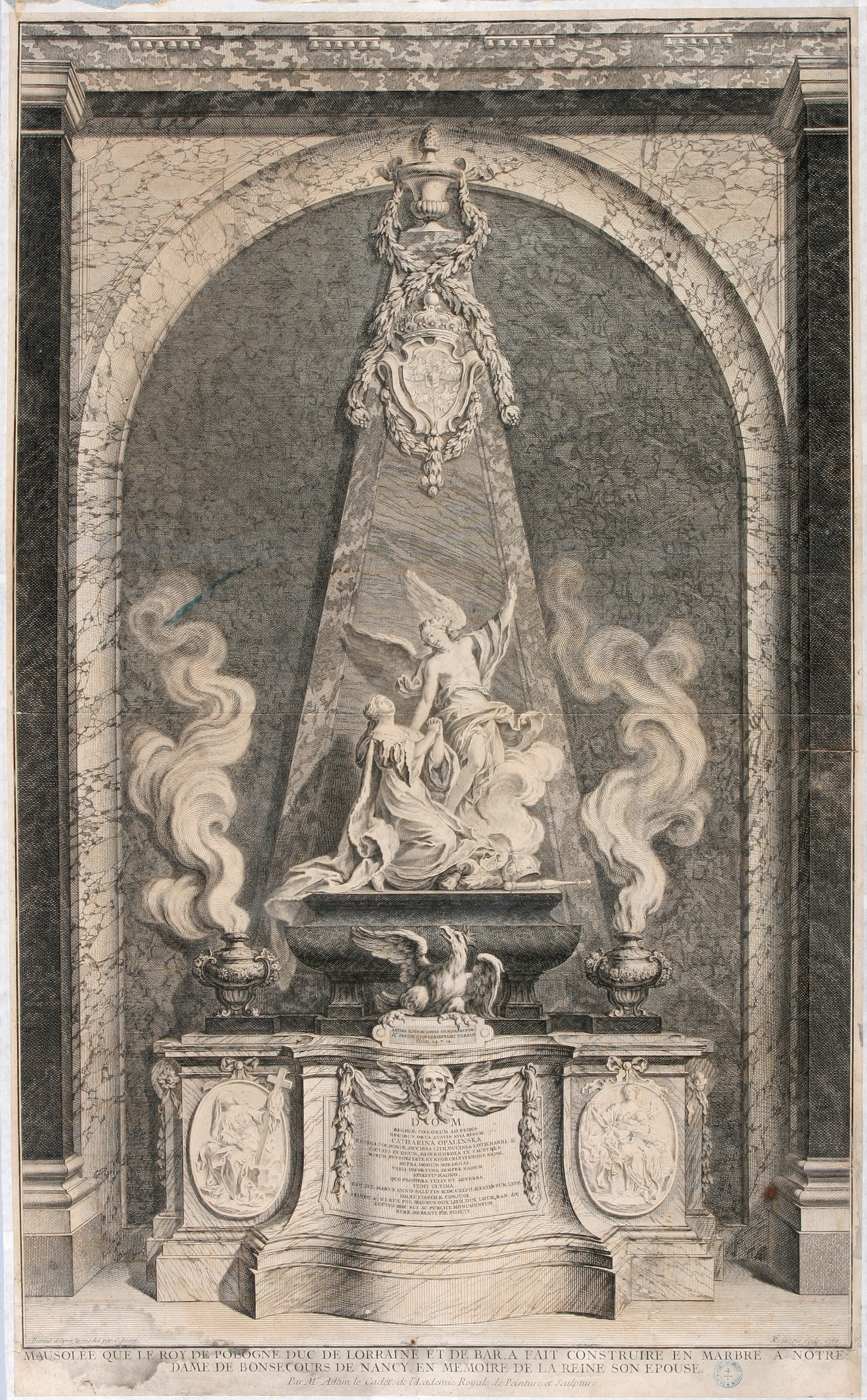
Jean Charles François, Mausolée que le Roy de Pologne, duc de Lorraine et de Bar, a fait construire en marbre à Notre Dame de Bonsecours de Nancy en mémoire de la reine son épouse, 1756, eau-forte et burin, Nancy, Palais des ducs de Lorraine - Musée lorrain.

La reine est figurée plus jeune que son âge de décès. Elle est agenouillée sur son tombeau, mains jointes, aux pieds d’un ange aux ailes déployées, qui lui montre le ciel du doigt. A ses pieds sont déposés son sceptre et sa couronne, devant le coussin qui la soutient. Derrière elle s’élève une pyramide de marbre, avec à son sommet une urne d’où pendent des festons de cyprès, enveloppant l’écusson de ses armes situé en-dessous. Cette pyramide est encadrée par deux brûleurs d’encens fumants. L’ensemble est disposé sur un socle dont l’avant-corps soutient l’aigle de la Pologne sur le point de s’envoler devant son tombeau, et porte une inscription. De part et d’autre de celui-ci, deux médaillons représentent la Religion et la Charité. Ce monument se distingue par sa polychromie avec l’usage du marbre de Carrare, du Grand Incarnat de Caunes, du marbre bleu turquin, de la brèche grise, et du Portor. Le sculpteur s’inspire de sa propre Religion instruisant un jeune Américain pour le médaillon représentant la Religion, et de son Annonciation pour la façade de l’Oratoire de Paris.
Détruit partiellement à la Révolution pour être mis à l'abri, le monument a ensuite été remonté au XIXe siècle. Les seules parties originelles conservées aujourd’hui sont les médaillons de la Religion et de la Charité, et le groupe sculpté de Catherine Opalinska et l’ange. Deux témoignages de son état originel sont conservés à Nancy, une estampe datée de 1756 conservée au Palais des ducs de Lorraine – musée Lorrain ainsi qu’un dessin anonyme conservé à la Bibliothèque Municipale de Nancy.